# الشراع والعاصفة (رواية)
الشراع والعاصفة رواية للكاتب حنا مينا صدرت عن دار الآداب. وهذه الرواية تعد من أفضل 105 روايات عربية، وتحديدا بالمرتبة ال 14. ترجمت الرواية إلى اللغة الروسية بواسطة فلاديمير شاجال. 

## أحداث الرواية
تروي الرواية قصة البحار محمد ابن زهدي الطروسي، الذي فقد مركبه في عاصفة وعاش على الشاطئ في انتظار العودة إلى البحر على ظهر مركب جديد. خلال إقامته على البر، يلتقي بالأستاذ كامل الذي يستقطبه للعمل السياسي ضد الاستعمار الفرنسي. الرواية تتبع رحلة الطروسي من البحر إلى البر، حيث يكتشف العمل السياسي ويخوض تجارب متنوعة، بما في ذلك معركة مع صالح ابن برو وإنقاذ مركب الشختورة. في نهاية الرواية، يعود الطروسي إلى البحر وهو حامل لفكر جديد وسلوك مختلف، حيث أصبح مناضلاً سياسياً. تتناول الرواية تحول الطروسي من فردية البحر إلى انخراطه في العمل الجماعي السياسي، وتكشف عن الصراع بين الفردية والجماعية وبين البحر الذي يمثل الهزيمة والبر الذي يمثل الانتصار.

## حول الرواية
الشراع والعاصفة، قصة مدينة سورية ساحلية أثناء الحرب العالمية الثانية، حيث صور فيها الكاتب ببراعة مدهشة أثر الحرب وما تركته من عواصف في بلاد يحتلها الفرنسيون وأبرز التناقضات التي كانت تفترس مجتمعا غير متجانس، ولكنها أولاً قصة رجال البحر قصة الانتصار على الطبيعة القاسية قصة الإرادة البشرية والمغامرة. في الرواية العربية، لا يذكر البحر إلا ويذكر حنا مينه، وكأنهما توأمان بل هما كذلك، انبثقا من رحم الساحل السوري، ليبلورا معاً أدباً خالداً في الزمان.
و عن البحر يقول حنا مينا:

## الفيلم
كتب السيناريو وأخرجه للسينما المخرج غسان شميط واشترك في الإنتاج المؤسسة العامة للإنتاج السينمائي وشركة كان للإنتاج السينمائي والتلفزيوني الفني.

## وصلات خارجية
- آراء القراء حول رواية الشراع والعاصفة على  موقع أبجد